# L.Q. Jones
(Martin Scorsese)
L. Q. Jones, nato Justus Ellis McQueen, Jr. (Beaumont, 19 agosto 1927 – Los Angeles, 9 luglio 2022), è stato un attore, regista e produttore cinematografico statunitense, noto per il lavoro svolto a fianco del regista Sam Peckinpah.

## Biografia
Debuttò nel 1955 in Prima dell'uragano di Raoul Walsh, venendo accreditato con il suo vero nome. Il nome del personaggio che interpretava era L.Q. Jones e dunque i produttori gli suggerirono di cambiare il comune Justus Ellis McQueen con il nome del personaggio di Prima dell'uragano. Jones apparve in numerosi film famosi a cavallo tra gli anni sessanta e settanta. Divenne un membro della compagnia di attori di Sam Peckinpah, recitando nei suoi film Sfida nell'Alta Sierra (1962), Sierra Charriba (1965), Il mucchio selvaggio (1969), La ballata di Cable Hogue (1970), e Pat Garrett e Billy Kid (1973). Spesso si trovava a fianco di Strother Martin, come accadde in Il mucchio selvaggio.
Jones apparve anche sul piccolo schermo, con personaggi ricorrenti in serie televisive e miniserie come Gunsmoke (1955), Il virginiano (1962), Walker Texas Ranger (1994), Renegade (1994-1996). Nel 1975 diresse e produsse Un ragazzo, un cane, due inseparabili amici, con Don Johnson, Jason Robards e la voce di Tim McIntire, adattato dal racconto di fantascienza dello scrittore Harlan Ellison, pubblicato in Italia con il titolo Un ragazzo e il suo cane. Tra gli altri film a cui partecipò, da ricordare Stella di fuoco (1960) e L'inferno è per gli eroi (1962), entrambi di Don Siegel, Impiccalo più in alto (1968) di Ted Post, Stay Away, Joe (1968) di Peter Tewksbury, The Brotherhood of Satan (1971) di Bernard McEveety, che scrisse e coprodusse egli stesso, Una magnum per McQuade (1983), Casinò (1995), L'urlo dell'odio (1997), La maschera di Zorro (1998) e Radio America (2006).

## Filmografia

### Cinema
- Prima dell'uragano (Battle Cry), regia di Raoul Walsh (1955)
- I cadetti della 3ª brigata (An Annapolis Story), regia di Don Siegel (1955)
- Ombre gialle (Target Zero), regia di Harmon Jones (1955)
- Santiago, regia di Gordon Douglas (1956)
- Soli nell'infinito (Toward the Unknown), regia di Mervyn LeRoy (1956)
- I diavoli del Pacifico (Between Heaven and Hell), regia di Richard Fleischer (1956)
- Fratelli rivali (Love Me Tender), regia di Robert D. Webb (1956)
- Uomini in guerra (Men in War), regia di Anthony Mann (1957)
- Off Limits - Proibito ai militari (Operation Mad Ball), regia di Richard Quine (1957)
- L'uomo della legge (Gunsight Ridge), regia di Francis D. Lyon (1957)
- I giovani leoni (The Young Lions), regia di Edward Dmytryk (1958)
- Il cavaliere solitario (Buchanan Rides Alone), regia di Budd Boetticher (1958)
- Il nudo e il morto (The Naked and the Dead), regia di Raoul Walsh (1958)
- Inferno sul fondo (Torpedo Run), regia di Joseph Pevney (1958)
- Ultima notte a Warlock (Warlock), regia di Edward Dmytryk (1959)
- La battaglia del Mar dei Coralli (Battle of the Coral See), regia di Paul Wendkos (1959)
- Sei colpi in canna (Hound-Dog Man), regia di Don Siegel (1959)
- Cimarron, regia di Anthony Mann (1960)
- Stella di fuoco (Flaming Star), regia di Don Siegel (1960)
- Dieci uomini coraggiosi (Ten Who Dared), regia di William Beaudine (1960)
- Sfida nell'Alta Sierra (Ride the High Country), regia di Sam Peckinpah (1962)
- L'inferno è per gli eroi (Hell Is for Heroes), regia di Don Siegel (1962)
- Il collare di ferro (Showdown), regia di R.G. Springsteen (1963)
- Tamburi ad ovest (Apache Rifles), regia di William Witney (1964)
- Sierra Charriba (Major Dundee), regia di Sam Peckinpah (1964)
- Nevada Smith, regia di Henry Hathaway (1966)
- Tutti cadranno in trappola (The Counterfeit Killer), regia di Joseph Lejtes (1968)
- Impiccalo più in alto (Hang 'Em High), regia di Ted Post (1968)
- Il mucchio selvaggio (The Wild Bunch), regia di Sam Peckinpah (1969)
- La ballata di Cable Hogue (The Ballad of Cable Hogue), regia di Sam Peckinpah (1970)
- L'ultimo tramonto sulla terra dei McMasters (The McMasters), regia di Alf Kjellin (1970)
- Il giorno dei lunghi fucili (The Hunting Party), regia di Don Medford (1971)
- Pat Garrett e Billy Kid (Pat Garrett and Billy the Kid) regia di Sam Peckinpah (1973)
- Violenza sull'autostrada (White Line Fever), regia di Jonathan Kaplan (1975)
- Cheyenne (Winterhawk), regia di Charles B. Pierce (1975)
- Codice 3: emergenza assoluta (Mother, Jugs & Speed), regia di Peter Yates (1976)
- Timerider - Una moto contro il muro del tempo (Timerider: The Adventure of Lyle Swann), regia di William Dear (1982)
- Una magnum per McQuade (Lone Wolf McQuade), regia di Steve Carver (1983)
- A prova di proiettile (Bulletproof), regia di Steve Carver (1988)
- Il fiume della morte (River of Death), regia di Steve Carver (1989)
- Jack colpo di fulmine (Lightning Jack), regia di Simon Wincer (1995)
- Casinò (Casino), regia di Martin Scorsese (1995)
- L'urlo dell'odio (The Edge), regia di Lee Tamahori (1997)
- The Patriot, regia di Dean Semler (1998)
- La maschera di Zorro (The Mask of Zorro), regia di Martin Campbell (1998)
- Radio America (A Prairie Home Companion), regia di Robert Altman (2006)

### Televisione
- Men of Annapolis – serie TV, 3 episodi (1957)
- Flight – serie TV, episodio 1x11 (1958)
- Tales of Wells Fargo – serie TV, episodio 3x20 (1959)
- This Man Dawson – serie TV, episodio 1x02 (1959)
- Wichita Town – serie TV, episodio 1x05 (1959)
- Tightrope – serie TV, episodio 1x03 (1959)
- Lock-Up – serie TV, episodio 1x28 (1960)
- La valle dell'oro (Klondike) – serie TV, 3 episodi (1960-1961)
- I detectives (The Detectives) – serie TV, episodio 2x17 (1961)
- The Americans – serie TV, episodio 1x16 (1961)
- Ben Casey – serie TV, episodio 2x09 (1962)
- The Wide Country – serie TV, episodio 1x06 (1962)
- Have Gun - Will Travel – serie TV, episodio 6x19 (1963)
- Gli uomini della prateria (Rawhide) – serie TV, episodi 6x03-8x03-8x08 (1963-1965)
- Il virginiano (The Virginian) – serie TV, 25 episodi (1963-1971)
- Branded – serie TV, episodio 1x04 (1965)
- A Man Called Shenandoah – serie TV, episodio 1x18 (1966)
- La grande vallata (The Big Valley) – serie TV, episodio 1x26 (1966)
- ABC Stage 67 – serie TV, episodio 1x10 (1966)
- Cimarron Strip – serie TV, episodi 1x04-1x09 (1967)
- Hondo – serie TV, episodio 1x13 (1967)
- Lancer – serie TV, episodio 2x01 (1969)
- Colombo (Columbo) – serie TV, episodio 7x05 (1978)
- Charlie's Angels – serie TV, episodi 1x09-2x19-4x12-4x21 (1976-1980)
- Hazzard (The Dukes of Hazzard) – serie TV, episodi 2x09-4x15 (1979-1982)
- L'incredibile Hulk (The Incredible Hulk) – serie TV, episodio 3x06 (1979)
- Yellow Rose (The Yellow Rose) – serie TV, 10 episodi (1983-1984)
- Walker Texas Ranger - Riunione mortale (Walker Texas Ranger 3: Deadly Reunion), regia di Michael Preece – film TV (1994)
- Renegade – serie TV, 5 episodi (1994-1996)
- Il prezzo della giustizia (The Jack Bull), regia di John Badham – film TV (1999)

## Doppiatori italiani
Nelle versioni in italiano delle opere in cui ha recitato, L.Q. Jones è stato doppiato da:
- Ferruccio Amendola in Sfida nell'Alta Sierra, Impiccalo più in alto, La ballata di Cable Hogue
- Stefano Sibaldi in Prima dell'uragano, L'ultimo tramonto sulla terra dei McMasters
- Aleardo Ward ne I diavoli del Pacifico
- Gianfranco Bellini ne Il cavaliere solitario
- Massimo Turci ne Il nudo e il morto
- Giuseppe Rinaldi ne La battaglia del Mar dei Coralli
- Carlo Sabatini ne Il mucchio selvaggio
- Renzo Stacchi in Charlie's Angels (ep. 1x09)
- Sergio Rossi in Charlie's Angels (ep. 2x17)
- Daniele Tedeschi in Charlie's Angels (ep. 4x11)
- Carlo Alighiero in Charlie's Angels (ep. 4x20)
- Rino Bolognesi in Una magnum per McQuade
- Gianni Musy in Casinò
- Renato Mori ne L'urlo dell'odio
- Sandro Sardone in The Patriot
- Sergio Graziani ne La maschera di Zorro
- Enzo Garinei in Radio America